# 캐롤 셸비
캐롤 홀 셸비(영어: Carroll Hall Shelby, 1923년 1월 11일 ~ 2012년 5월 10일)는 미국의 자동차 디자이너, 레이싱 드라이버 및 기업가이다. 셸비는 1960년대 후반과 2000년대 초반에 포드의 AC 코브라와 머스탱 개조에 관여한 것으로 잘 알려져 있다. 그는 고성능 차량을 제조 및 판매하기 위해 1962년에 셸비 아메리칸을 설립했다. 그의 자서전 The Carroll Shelby Story는 1967년에 출판되었다.
레이싱 드라이버로서 빛났던 순간은 1959년 르망 24시에서 애스턴 마틴 DBR1을 몰고 우승했던 순간이다. 그 후 그는 1960년에 마세라티 Tipo 61 "Birdcage"와 쉐보레 Scarab Mark II를 타고 SCCA USAC 로드 레이싱 스포츠카 챔피언십에서 우승했다. 자동차 디자이너로서 그는 1966년, 1967년, 1968년, 1969년 르망 24시에서 우승한 레이싱의 전설 켄 마일스와 함께 포드 GT40을 개발한 것으로 유명하다. 2024년 현재, 이 자동차는 르망 24시에서 우승한 유일한 미국산 자동차로 남아 있다. 르망에서의 그와 마일스의 노력은 2019년 오스카상을 수상한 영화 포드 v 페라리(Ford v Ferrari)에서 재연되었다.

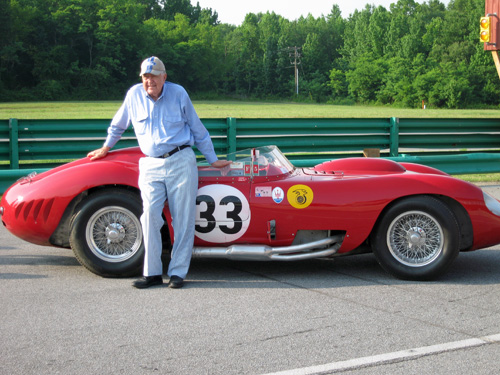
2007년 버지니아 국제 경주장에서 자신의 1957년형 마세라티 450S 옆에 있는 셸비